# Ferdynand Schaitter
Ferdynand Schaitter (ur. 30 stycznia 1830, zm. 30 stycznia 1915) – kupiec, działacz społeczny.

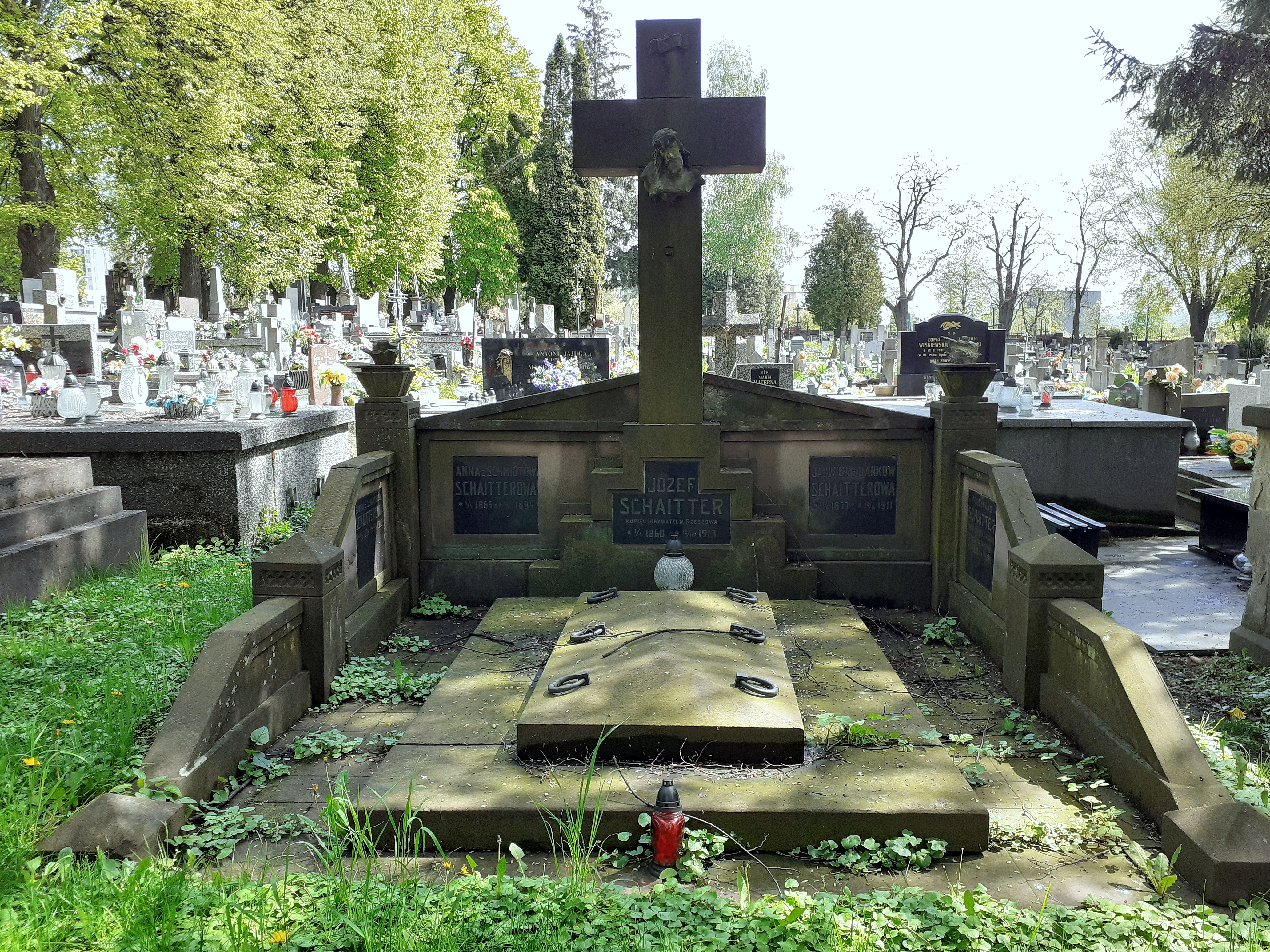
Grobowiec rodzinny Ferdynanda Schaittera

## Życiorys
Urodził się w 1830. Był jednym z inicjatorów powstania Towarzystwa Zaliczkowego dla Miasta Rzeszowa i Powiatu Rzeszowskiego i został jego dyrektorem. W składzie dwóch radnych z Ludwikiem Holzerem zasiadł w zarządzie cmentarza rzeszowskiego w latach 1895-1906. Był członkiem rzeszowskiego gniazda Polskiego Towarzystwa Gimnastyczne „Sokół”
Wraz z żoną Elwirą był właścicielem budynku przy ówczesnej ulicy Sandomierskiej, zwanego potocznie Szajtrówką od ich nazwiska.
Zmarł 30 stycznia 1915. Został pochowany na cmentarzu Pobitno w Rzeszowie.